# Cenarchis
Cenarchis é um gênero de traça pertencente à família Agonoxenidae.